# Giubileo del 2025

Il logo ufficiale del Giubileo del 2025.

Il Giubileo del 2025, anche detto Giubileo della Speranza, è il venticinquesimo giubileo universale ordinario della storia della Chiesa cattolica, che si svolge tra il 24 dicembre 2024 ed il 6 gennaio 2026. L'organizzazione del Giubileo, per volontà di papa Francesco, è stata affidata al Pontificio Consiglio per la promozione della Nuova Evangelizzazione, presieduto da monsignor Rino Fisichella.

## Preparativi
Il 26 dicembre 2021, con un comunicato, la Santa Sede ha reso noto che "il Santo Padre Francesco ha affidato al Pontificio Consiglio per la Promozione della Nuova Evangelizzazione, il coordinamento, da parte della Santa Sede, della preparazione dell'Anno Santo 2025". Nella medesima occasione è stato riferito che monsignor Rino Fisichella, presidente del Pontificio Consiglio, ha incontrato i Superiori della Segreteria di Stato, dell'Amministrazione del patrimonio della Sede Apostolica e della Segreteria per l'economia per discutere l'organizzazione del futuro Giubileo. 
Il 31 gennaio 2022 il Consiglio dei Ministri ha nominato il sindaco di Roma, Roberto Gualtieri, commissario straordinario per il Giubileo, con il compito di curare la parte logistico-funzionale dell'evento. Lo Stato ha costituito un'apposita società per la gestione degli investimenti per l'Anno Santo, del valore di oltre 1 miliardo di euro, denominata "Giubileo 2025". A presiedere la società è Matteo Del Fante, mentre l'amministratore delegato è Marco Sangiorgi. Il 19 aprile 2023 si è svolto il primo incontro bilaterale tra Governo Italiano e Santa Sede presso il Palazzo Apostolico Vaticano. All'incontro erano presenti la Presidente del Consiglio Giorgia Meloni, diversi ministri e il Presidente della Regione Lazio Francesco Rocca, mentre la parte vaticana era rappresentata dal Segretario di Stato, cardinale Pietro Parolin, e da monsignor Rino Fisichella, responsabile dell'organizzazione del Giubileo. Tra le questioni trattate durante l'incontro vi erano l'avanzamento dei piani per la sicurezza, la sanità, i visti di ingresso dei pellegrini, i volontari e la protezione civile, i trasporti, la mobilità urbana, i percorsi giubilari dentro la città e gli eventi culturali.
L'11 febbraio 2022 papa Francesco ha indirizzato una lettera a monsignor Fisichella in cui ha espresso le sue speranze e auspici per il Giubileo e ha fornito le prime linee direttive per l'organizzazione. In particolare, il Santo Padre ha affidato a monsignor Fisichella e al Pontificio Consiglio "la responsabilità di trovare le forme adeguate perché l'Anno Santo possa essere preparato e celebrato con fede intensa, speranza viva e carità operosa". 

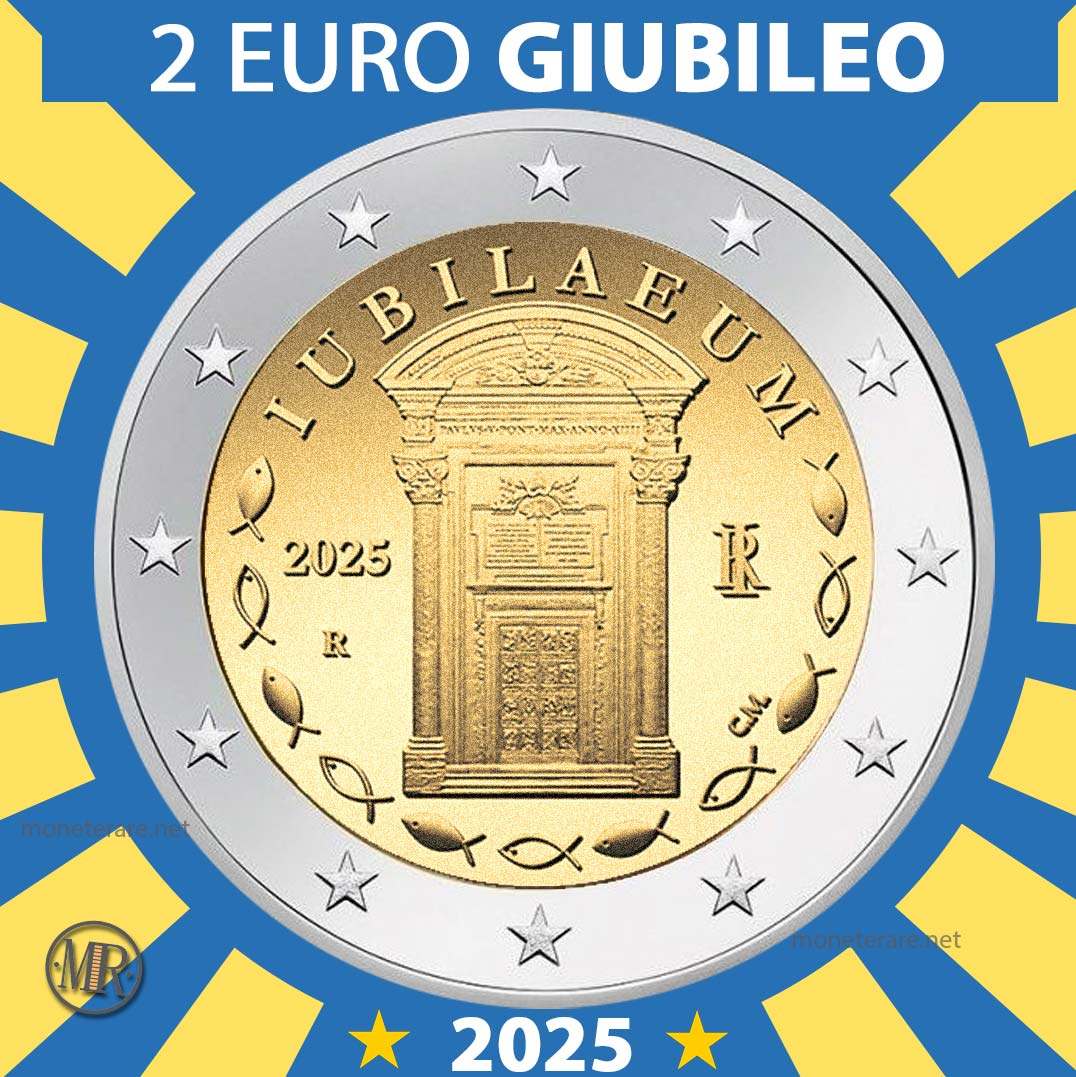
Moneta commemorativa da 2 Euro per il Giubileo 2025. Al centro spicca la raffigurazione della Porta Santa della Basilica di San Pietro, simbolo cardine della fede cristiana e dell’accesso al divino.

Il 28 giugno 2022 si è svolta la prima conferenza stampa legata al Giubileo del 2025, in cui è stato presentato il logo e annunciata la creazione di un sito ufficiale e di un'apposita app del Giubileo. Nella conferenza stampa sono stati annunciati alcuni grandi eventi giubilari dedicati ad alcune particolari categorie come, per esempio, le famiglie, i giovani, gli anziani, i cattolici orientali, i catechisti, il personale sanitario.
Come reso noto nella conferenza stampa del 9 maggio 2023, la preparazione del Giubileo è affidata a quattro commissioni (la Commissione pastorale, la Commissione culturale, la Commissione per la comunicazione e la Commissione ecumenica) affiancate dal Comitato tecnico e da due commissioni ad hoc che rispettivamente riuniscono i vescovi italiani e i presidenti delle Conferenze Episcopali. Nella stessa conferenza stampa è stata annunciata l'attivazione del sito web ufficiale del Giubileo dove è stato pubblicato il calendario dei "Grandi eventi giubilari" e le informazioni per pellegrini e gruppi.
La Bolla pontificia di indizione Spes non confundit è stata resa pubblica nella festa liturgica dell'Ascensione di Gesù, il 9 maggio 2024, durante la celebrazione solenne dei secondi vespri nella Basilica di San Pietro.
Il 13 maggio successivo, il cardinale Angelo De Donatis, in qualità di penitenziere maggiore, ha firmato e reso noto il decreto riguardante le norme sulla concessione dell’indulgenza durante il Giubileo.
Nel corso dell'udienza generale del 20 novembre 2024 papa Francesco ha annunciato che nel contesto del Giubileo degli Adolescenti, il 27 aprile era prevista la canonizzazione del beato Carlo Acutis, mentre il 3 agosto al termine del Giubileo dei Giovani avrebbe canonizzato il beato Pier Giorgio Frassati . In seguito alla morte del pontefice la canonizzazione di Carlo Acutis è stata sospesa ed è stata rimandata a data da destinarsi. Il 13 giugno 2025 papa Leone XIV ha annunciato durante il suo primo concistoro ordinario pubblico che Pier Giorgio Frassati e Carlo Acutis veranno canonizzati il 7 settembre 2025.

### Motto
Il motto ufficiale del Giubileo, scelto personalmente dal pontefice, è "Pellegrini di speranza". La scelta è stata annunciata in un video di monsignor Rino Fisichella diffuso dai media vaticani il 13 gennaio 2022. In una successiva lettera al Pontificio Consiglio per la Nuova Evangelizzazione, papa Francesco ha così spiegato le ragioni di questa scelta:

### Logo
Per la scelta del logo del Giubileo è stato organizzato un concorso, svoltosi dal 22 febbraio al 20 maggio 2022, indetto dal Pontificio Consiglio per la Nuova Evangelizzazione. Per la valutazione delle immagini inviate è stata costituita un'apposita commissione e si è tenuto conto di alcuni elementi come la coerenza col messaggio teologico, l'originalità e la semplicità, l'adattabilità ai diversi formati stampa e digitali. Il 28 giugno 2022 si è svolta la conferenza stampa di presentazione del logo, che è stato anche pubblicato e diffuso attraverso il sito ufficiale del Giubileo. Il logo, scelto tra 294 proposte provenienti da 48 paesi differenti, è stato disegnato da Giacomo Travisani e scelto personalmente da papa Francesco. L'autore ha così spiegato il significato del logo: 
Il logo verrà usato per tutte le iniziative ufficiali legate al giubileo e per la produzione del merchandising legato all'Anno Santo.

### Inno
L'inno ufficiale del Giubileo è stato composto dal mantovano Francesco Meneghello, vincitore di un concorso internazionale indetto nel settembre 2022 e scelto tra 270 proposte. Il testo del brano, intitolato Pellegrini di speranza, è stato scritto dal teologo, musicologo e compositore Pierangelo Sequeri.

### Mascotte
Il 28 ottobre 2024, il Vaticano ha presentato la mascotte del Giubileo "Luce", creata per attrarre più giovani. Luce ha rappresentato la Santa Sede al Lucca Comics & Games dello stesso anno.

### Porte Sante
Il 25 novembre 2024 sono state rese note le date di apertura delle porte sante: il 24 dicembre 2024 è stata aperta la Porta Santa della Basilica di San Pietro in Vaticano, dando ufficialmente inizio all’Anno Santo, mentre il 29 è stata aperta dal  cardinale vicario Baldassare Reina (non alla presenza del Papa) quella della Basilica lateranense; il 1° gennaio 2025 è stata aperta la Porta Santa di Santa Maria Maggiore dal cardinale arciprete coadiutore Rolandas Makrickas (non alla presenza del Papa) e, infine, il 5 gennaio è stata aperta dal cardinale americano James Michael Harvey (non alla presenza del Papa) quella della Basilica di San Paolo fuori le mura, di cui il porporato è arciprete.
Il 26 dicembre 2024 è stata aperta la porta santa nel carcere di Rebibbia a Roma: si tratta della prima volta in cui un papa apre una porta santa in un penitenziario durante un giubileo ordinario.

## Attentati
Nella notte tra il 26 e il 27 luglio 2025 un attentato nella chiesa di Komanda, parte della parrocchia di Bienheureuse-Anuarite e della diocesi di Bunia, nella Repubblica Democratica del Congo, ha provocato 32 vittime fra quanti stavano festeggiando il Giubileo.